# Parlamento Lapónio da Suécia

O Parlamento Lapónio (português europeu) ou Parlamento Lapônio da Suécia (português brasileiro)  (em lapão setentrional: Sámediggi , em Lapão de Lula: Sámedigge, em Lapão meridional: Saemiedigkie, em sueco:  Sametinget) é uma assembleia representativa dos lapões da Suécia. Tem um papel administrativo, sem competências políticas, visando a defesa dos interesses económicos e culturais dos lapões. É ainda uma agência governamental para os criadores de renas, hoje em dia uma minoria dentro deste povo. Instaurada em 1993, esta assembleia tem 31 membros eleitos por períodos de 4 anos. Nas eleições para esta corporação, podem votar todos os Suecos de origem lapã.